# 캄 (티베트)

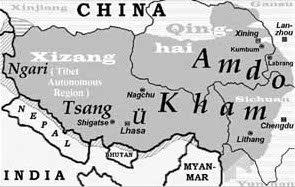
티베트의 암도 및 캄

캄(티베트어: ཁམས, 중국어: 康巴 캉바[*])은 티베트의 동쪽 지역이다. 중화민국(1939년 ~ 1949년) 시기에는 대부분 지역이 시캉 성(중국어: 西康省, 병음: Xīkāng Shěng)이었다가, 중화인민공화국이 들어서자 군사적으로 점령되어 시캉 짱족 자치구(西康省蔵族自治区)으로 바뀌었고, 1955년에 쓰촨성으로 흡수되었다.
캄 지역은 50개 주로 이루어져 있었으며 현재 쓰촨성(16주), 윈난성(3주), 칭하이성(6주), 티베트 자치구(25주)로 나뉘어 있다.

## 같이 보기
- 캄 티베트어

## 참고 자료
- Andreas Gruschke: The Cultural Monuments of Tibet’s Outer Provinces: Kham, 2 vols., White Lotus Press, Bangkok 2004.
- Tsering Shakya: The Dragon in the Land of Snows. A History of Modern Tibet Since 1947, London 1999.